# Tatsuya Suzuki
Tatsuya Suzuki (鈴木 達也?, Suzuki Tatsuya; Kanagawa, 1º agosto 1982) è un ex calciatore giapponese, di ruolo centrocampista.